# Giải quần vợt Marseille Mở rộng 2017
Giải quần vợt Marseille Mở rộng 2017 là giải quần vợt chuyên nghiệp nam chơi ở sân cứng trong nhà. Nó là lấn thứ 24 tổ chứcOpen 13, và 1 phần của ATP World Tour 250 thuộc ATP World Tour 2017. Nó đã diễn ta tại Palais des Sports ở Marseille, Pháp, từ ngày 20 tháng 2 đến ngày 26 tháng 2 năm 2017.

## Vận động viên Đơn

### Hạt giống
| Quốc gia | Tay vợt            | Xếp hạng1 | Hạt giống |
| -------- | ------------------ | --------- | --------- |
| FRA      | Gaël Monfils       | 10        | 1         |
| FRA      | Jo-Wilfried Tsonga | 14        | 2         |
| AUS      | Nick Kyrgios       | 15        | 3         |
| FRA      | Lucas Pouille      | 17        | 4         |
| GER      | Alexander Zverev   | 18        | 5         |
| FRA      | Richard Gasquet    | 19        | 6         |
| FRA      | Gilles Simon       | 24        | 7         |
| FRA      | Benoît Paire       | 42        | 8         |

- Bảng xếp hạng ngày 13 tháng 2 năm 2017.

### Vận độn viên khác
WIldcard:
- Julien Benneteau
- Denis Shapovalov
- Stefanos Tsitsipas

Vượt qua vòng loại:
- Evgeny Donskoy
- Norbert Gombos
- Andrey Rublev
- Sergiy Stakhovsky

### Bỏ cuộc
Trước giải đấu
- Grigor Dimitrov →replaced by  Jérémy Chardy
- Mischa Zverev →replaced by  Paul-Henri Mathieu

## Vận động viên Đôi

### Hạt giống
| Quốc gia | Tay vợt          | Quốc gia | Tay vợt               | Xếp hạng1 | Hạt giống |
| -------- | ---------------- | -------- | --------------------- | --------- | --------- |
| FRA      | Julien Benneteau | FRA      | Nicolas Mahut         | 31        | 1         |
| CRO      | Mate Pavić       | AUT      | Alexander Peya        | 61        | 2         |
| IND      | Rohan Bopanna    | IND      | Jeevan Nedunchezhiyan | 105       | 3         |
| NED      | Wesley Koolhof   | NED      | Matwé Middelkoop      | 124       | 4         |

- 1 Bảng xếp hạng ngày 13 tháng 2 năm 2017.

### Vận động viên khác
Wildcard (Đặc cách):
- Nick Kyrgios /  Matt Reid
- Lucas Miedler /  Maximilian Neuchrist

Các cặp sau đây nhận được mục nhập thay thế:
- Maxime Chazal /  David Guez

## Nhà vô địch

### Đơn
- Jo-Wilfried Tsonga def.  Lucas Pouille, 6–4, 6–4

### Đôi
- Julien Benneteau /  Nicolas Mahut def.  Robin Haase /  Dominic Inglot, 6–4, 6–7(9–11), [10–5]